# FC Dacia Chișinău
Pour les articles homonymes, voir Dacia (homonymie).
Le FC Dacia Chișinău est un club moldave de football fondé en 1999 et basé à Chișinău. Son stade est le Stadionul Moldova.
Le club annonce qu'il ne participera pas à l'édition 2018 du la première division moldave et il est dissous après cette annonce. L'équipe réserve du club continue de participer au championnat sous le nom de Dacia Buiucani.

## Historique
- 1999 : fondation du club
- 2018 : disparition du club

## Palmarès
- Championnat de Moldavie de football
  - Champion : 2011
  - Vice-champion : 2008, 2009, 2012, 2013, 2015, 2016 et 2017

- Coupe de Moldavie de football
  - Finaliste : 2005, 2009, 2010 et 2015

- Supercoupe de Moldavie de football
  - Vainqueur : 2011

## Parcours européen

### Coupe Intertoto
Le FC Dacia Chișinău participe pour la première fois à une compétition européenne lors de la Coupe Intertoto 2003. Au premier tour, le club moldave est opposé aux Féroïens du GÍ Gøta. Le match aller a lieu en Moldavie et voit le FC Dacia Chișinău s'imposer 4-1. Au match retour, le club moldave s'impose sur le score de 1-0 et se qualifie pour le second tour où il est opposé à un club albanais, le KF Partizan Tirana. Le match aller se déroule à Chișinău et le FC Dacia s'impose 2-0. Lors du match retour à Tirana, le FC Dacia remporte le match sur le score de 3-0 et est qualifié pour le troisième tour où il est opposé au FC Schalke 04. Le match aller a lieu en Moldavie et voit le club allemand s'imposer sur le score de 1-0. Lors du match retour, le FC Schalke 04 s'impose à domicile sur le score de 2-1 et le FC Dacia est éliminé de la compétition.
Le FC Dacia Chișinău participe à nouveau à la Coupe Intertoto en 2007. Au premier tour, le club est opposé à un club azerbaïdjanais, le FK Bakou. Le match aller se déroule à Bakou et se termine sur le score de 1-1. Le score final du match retour est également de 1-1 et le FC Dacia se qualifie en remportant la séance de tirs au but 3-1. Au deuxième tour, le FC Dacia Chișinău rencontre les Suisses du FC Saint-Gall. Au match aller, Chișinău s'incline à domicile 1-0 mais s'impose 1-0 au match retour et se qualifie en remportant la séance de tirs au but 3-0. Au troisième tour, le FC Dacia affronte le Hambourg SV. Le match aller se déroule en Moldavie et se clôt sur le score nul de 1-1. Au match retour, les Allemands s'imposent à domicile 4-0 et se qualifient pour le second tour préliminaire de la Coupe UEFA 2007-2008. Le FC Dacia est lui éliminé.

### Coupe UEFA et Ligue Europa
Le FC Dacia Chișinău participe pour la première fois à la Coupe UEFA en 2005-2006. Lors du tour préliminaire, il est opposé au FC Vaduz. Le match aller a lieu au Liechtenstein et les locaux s'imposent 2-0. La victoire 1-0 du FC Dacia à domicile au match retour est insuffisante et le club moldave est éliminé.
Le FC Dacia Chișinău participe à nouveau à la Coupe UEFA en 2008-2009. Lors du tour préliminaire, le club moldave affronte les Serbes du FK Borac Čačak. Le match aller a lieu à Chișinău et se clôt sur le score nul de 1-1. Au match retour, le club serbe s'impose à domicile 3-1 et élimine ainsi le FC Dacia Chișinău.
En 2009-2010, le FC Dacia participe à la Ligue Europa, nouveau nom de la Coupe UEFA. Le club moldave entre dans la compétition lors du deuxième tour et rencontre les Slovaques du MŠK Žilina. Le match aller se déroule en Slovaquie et les locaux s'imposent sur le score de 2-0. Le MŠK Žilina remporte également le match retour en allant gagner 1-0 sur le terrain du FC Dacia, qui est alors éliminé.
En 2010-2011, le FC Dacia participe à nouveau à la Ligue Europa. Lors du premier tour, il est opposé à un club monténégrin, le Zeta Golubovci. Le match aller se déroule au Monténégro et se termine sur le score nul de 1-1. Le match retour à Chișinău se clôt sur le score de 0-0 et le FC Dacia se qualifie grâce à la règle des buts marqués à l'extérieur. Au deuxième tour, le FC Dacia Chișinău rencontre les Suédois du Kalmar FF. Le match aller a lieu en Suède et se termine sur le score de 0-0. Lors du match retour, le Kalmar FF s'impose 2-0 en Moldavie et élimine ainsi le FC Dacia de la Ligue Europa.

### Ligue des champions de l'UEFA
Le FC Dacia Chișinău participe pour la première fois à la Ligue des champions de l'UEFA en 2011-2012. Il est opposé lors du deuxième tour de qualification au club géorgien du FC Zestafoni. Le match aller a lieu en Géorgie et se termine sur une défaite des Moldaves sur le score de 3-0. Lors du match retour, la victoire du Dacia Chişinău par 2 buts à 0 n'empêche pas l'élimination du FC Dacia de la Ligue des champions.

## Entraîneurs
- Igor Ursachi (1999-2003)
- Emil Caras (2003–2008)
- Vasile Coșelev (intérim) (mai 2008–octobre 2008)
- Roman Pylypchuk (octobre 2008–août 2009)
- Sergiu Botnaraș (intérim) (septembre 2009-décembre 2009)
- Veaceslav Semionov (intérim) (décembre 2009-juillet 2010)
- Igor Dobrovolski (juillet 2010–mai 2012)
- Igor Negrescu (intérim) (mai 2012-juin 2012)
- Igor Dobrovolski (juin 2012–juin 2013)
- Igor Negrescu (juin 2013-janvier 2014)
- Dejan Vukićević (janvier 2014–novembre 2014)
- Veaceslav Semionov (intérim) (novembre 2014-janvier 2015)
- Oleg Kubarev (janvier 2015–mars 2015)
- Veaceslav Semionov (intérim) (mars 2015-avril 2015)
- Igor Dobrovolski (avril 2015–août 2015)
- Veaceslav Semionov (intérim) (août 2015-)